# 앨리슨 트랜스미션
앨리슨 트랜스미션(Allison Transmission)은 미국의 상용 자동 변속기 및 하이브리드 추진 시스템 제조업체이다. 앨리슨의 제품들은 250곳 이상의 차량 제조업체에서 지정하여 사용하고 있으며 버스, 폐기물, 화재, 건설, 유통, 군사 및 특수 응용 분야를 포함한 많은 시장 부문에서 사용된다.
본부는 인디애나주 인디애나폴리스에 위치하며 세계적으로 여러 지역 사무소를, 인디애나폴리스, 인도 첸나이, 헝가리 센트고트하르드에 제조 시설을 두고 있다.